# Calamus pennatula
Calamus pennatula là loài cá thuộc họ Sparidae. Loài này được Guichenot mô tả khoa học đầu tiên năm 1868.